# Гай Тарквиций Приск (легат)
Гай Тарквиций Приск (лат. Gaius Tarquitius Priscus; II—I века до н. э.) — римский военачальник и политический деятель, приверженец Квинта Сертория, ставший одним из организаторов его убийства.

## Биография
Гай Тарквиций Приск упоминается в сохранившихся источниках как приверженец Квинта Сертория — марианца, установившего контроль над большей частью Римской Испании и ведшего там борьбу против сулланского режима. По данным Секста Юлия Фронтина, в 76 году до н. э. Приск командовал двухтысячным отрядом конницы в битве при Лавроне, где Серторий разбил Гнея Помпея Великого; предположительно Гай Тарквиций был тогда легатом. В 73/72 году до н. э. Приск примкнул к заговору против Сертория, причём Диодор Сицилийский называет его одним из главных заговорщиков (наряду с Марком Перперной). Серторий был убит на пиру. О дальнейшей судьбе Гая Тарквиция ничего не известно: с одной стороны почти все участники мятежа после победы сулланцев получили помилование, с другой — Перперна, на время ставший правителем марианской Испании, успел казнить несколько высокопоставленных лиц. В их числе мог оказаться и Приск.
В одной латинской надписи упоминается Гай Тарквиций Приск, сын Луция, член военного совета проконсула Гнея Помпея Страбона в 89 году до н. э., во время осады Аускула в ходе Союзнической войны. Большинство современных исследователей полагает, что это одно лицо с Приском-серторианцем. Существует и альтернативная гипотеза, отождествляющая Приска-легата с ещё одним носителем этого имени, квестором 81 года до н. э., участвовавшим в испанском походе проконсула Гая Анния.